# Museu del Motor de Riga
El Museu del Motor de Riga (en letó: Rīgas motormuzejs) és el més gran museu de vehicles antics als països bàltics, es troba a Riga, Letònia. El museu és una agència estatal dependent del Ministeri de Transport de Letònia.
El museu va ser creat el 1989, per iniciativa del Club de l'Automòbil Antic de Letònia (AAK). Des de 1992, és un membre de l'Associació Internacional de Transport i Comunicacions (Museus ICOM-IATM). El museu està allotjat en un edifici especialment construït per l'arquitecte Viktors Valgums.

## Galeria

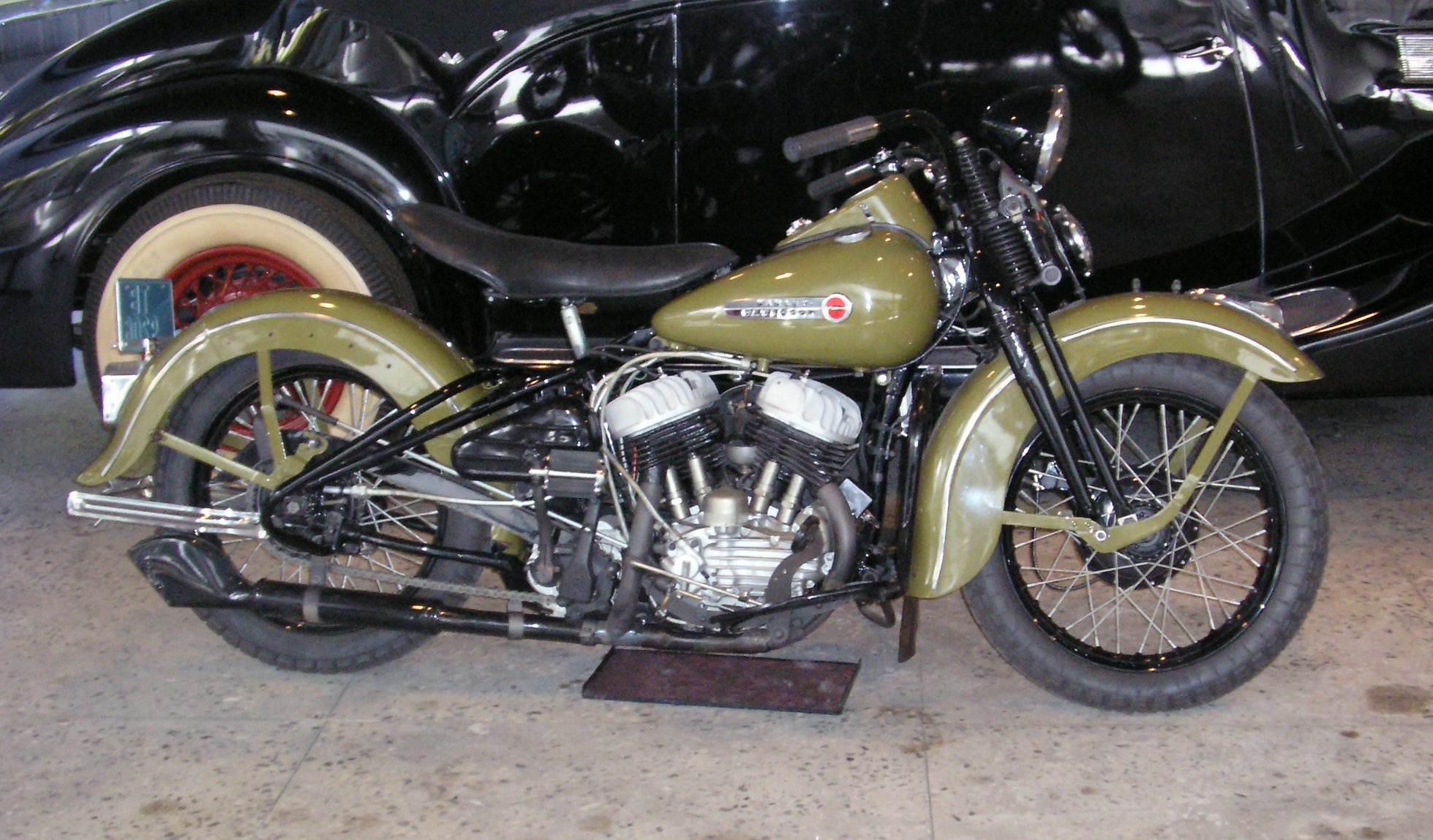
Harley Davidson
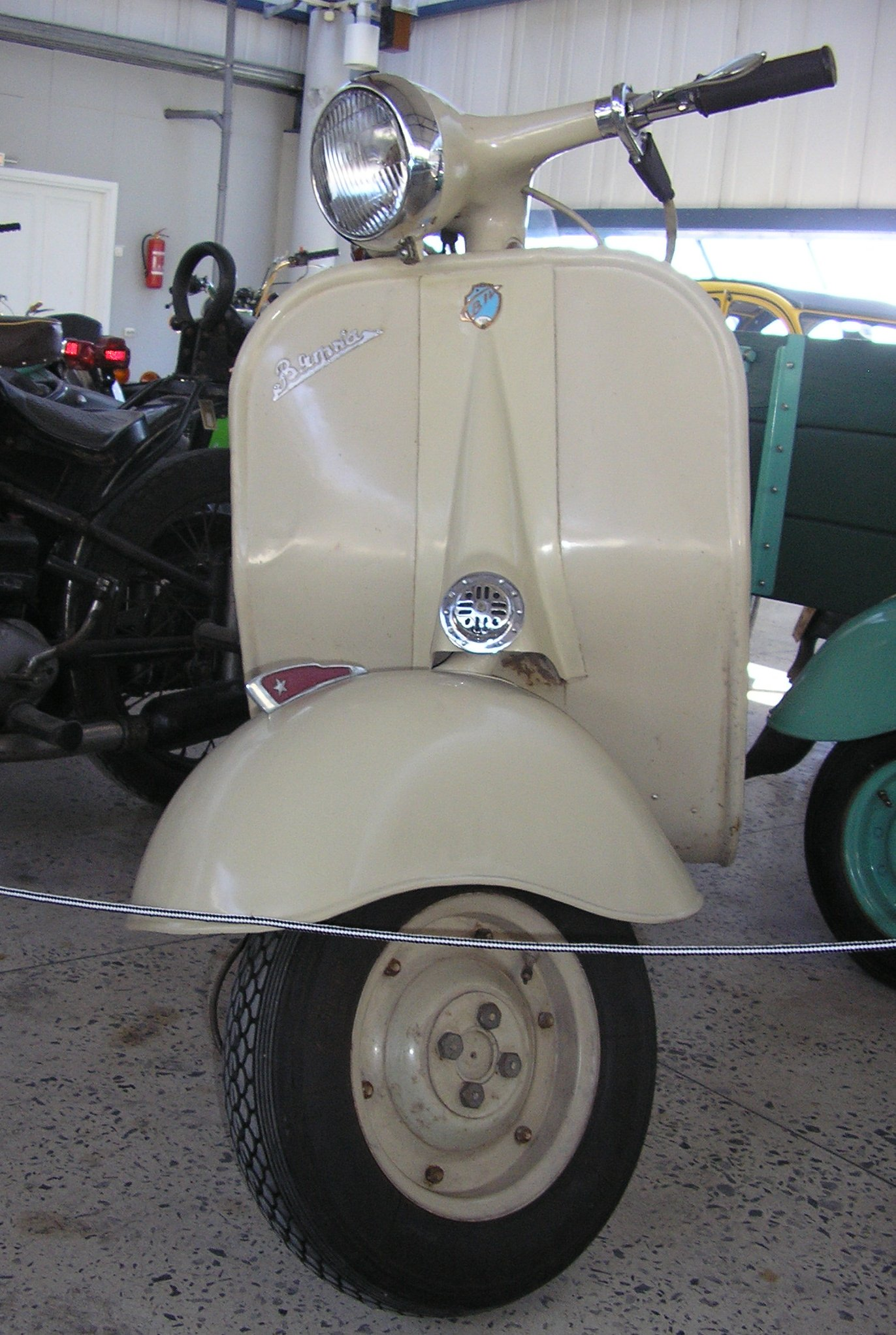
Versió soviètica de 1960 de la Vespa 150GL
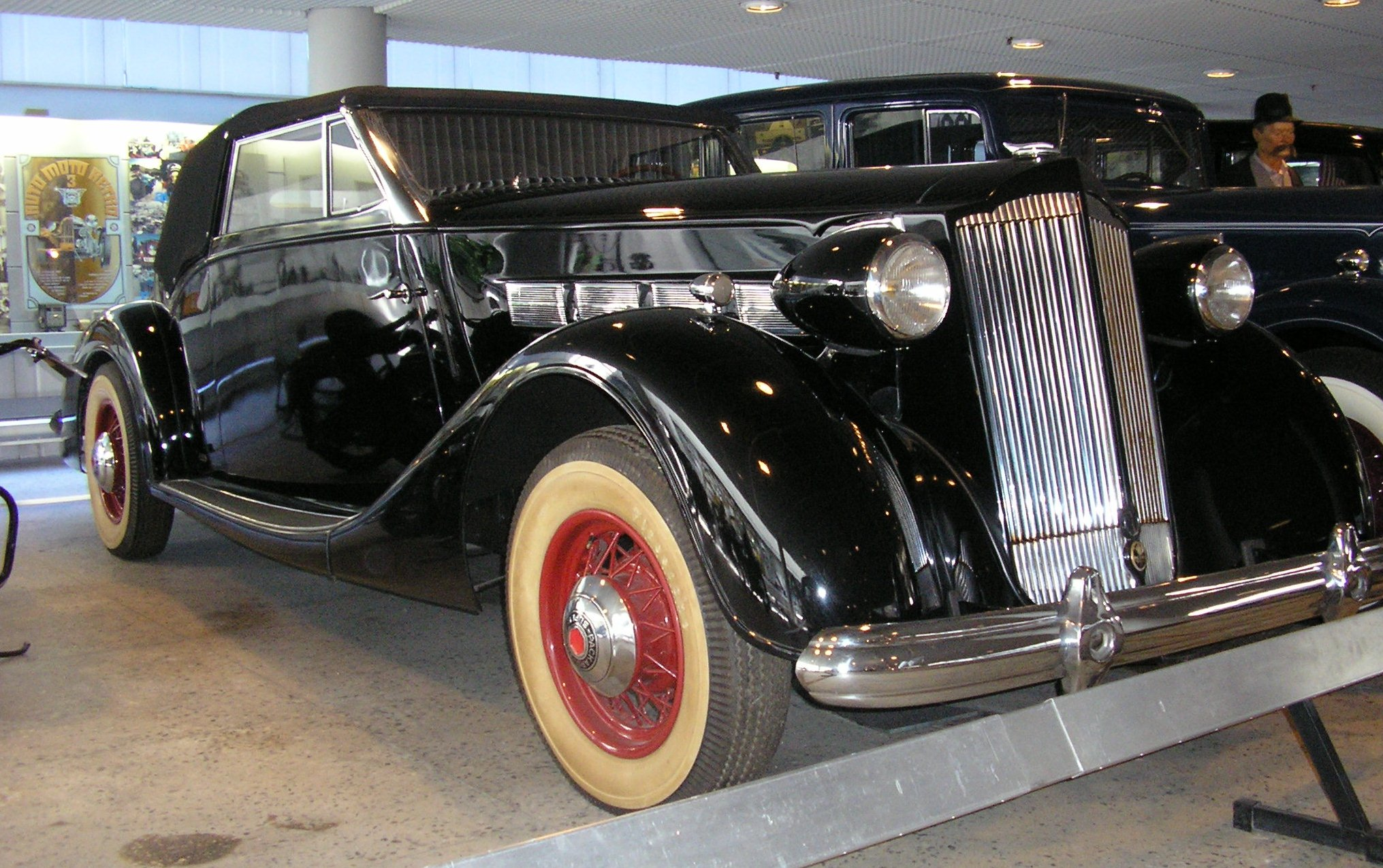
Packard Super Eight 1502, de 1937
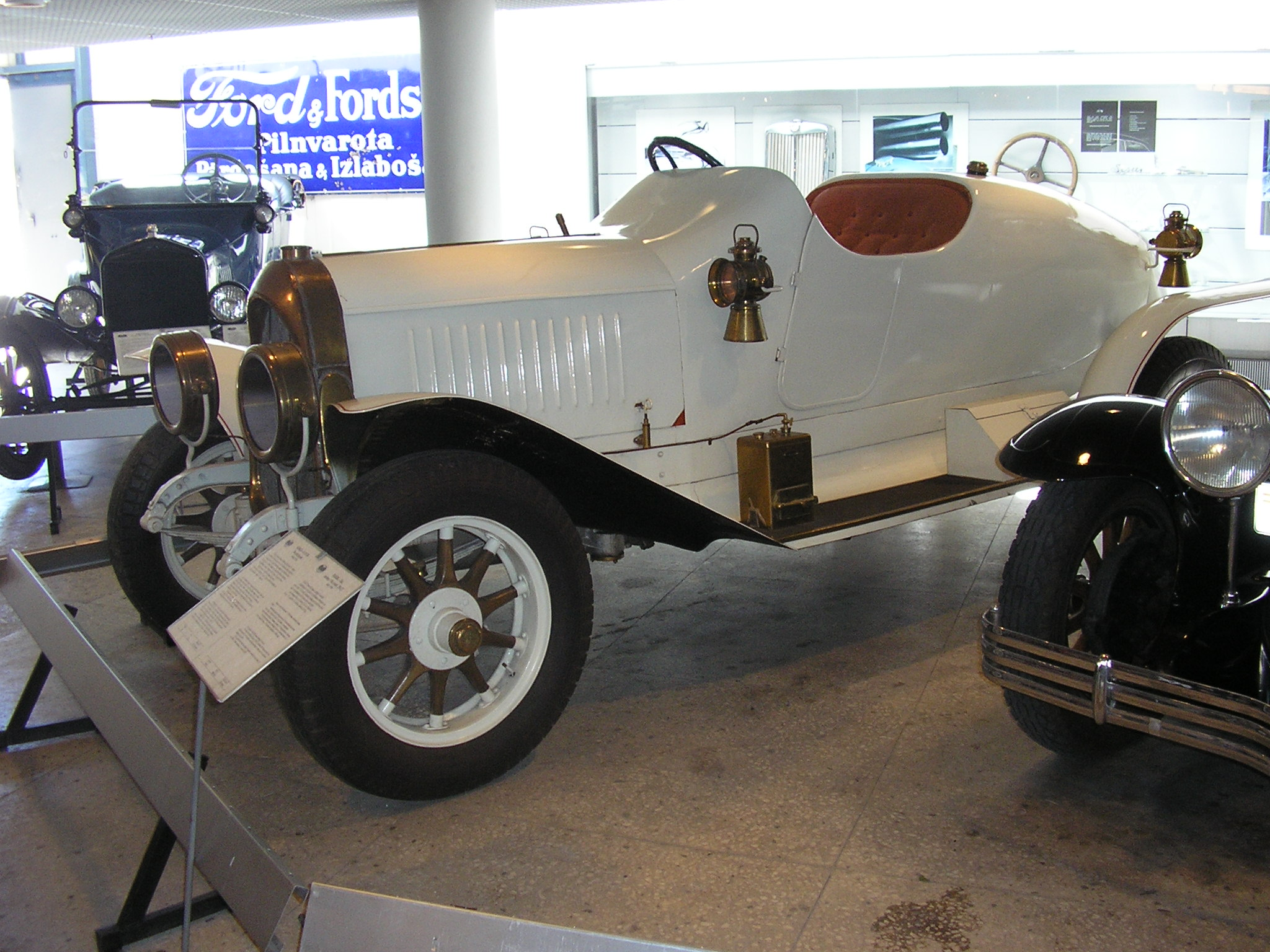
Hansa.G12 de 1914